# Heterochaeta (insecto)
Heterochaeta es un género de mantis de la familia Mantidae.

## Especies
Las especies de este género son:
- Heterochaeta bernardii Roy, 1973
- Heterochaeta girardi Roy, 1975
- Heterochaeta kumari Roy, 1975
- Heterochaeta lamellosa Roy, 1977
- Heterochaeta occidentalis Beier, 1963
- Heterochaeta orientalis Kirby, 1904
- Heterochaeta pantherina (Saussure, 1872)
- Heterochaeta reticulata Roy, 1977
- Heterochaeta strachani (Kirby, 1904)
- Heterochaeta tenuipes (Westwood, 1841)
- Heterochaeta zavattarii La Greca, 1951